# Včela medonosná etiopská
Včela medonosná etiopská (Apis mellifera simensis) je poddruh včely medonosné pocházející z horských oblasti Etiopie, které pokrývají severní a centrální oblasti země, byla nalezena ve většině části celé Etiopie.

## Taxonomie
Včela etiopská byla objevená v roce 2011 analýzou mtDNA, což bylo v rozporu s předchozími výzkumníky, kteří špatně klasifikovali včely medonosné v Etiopii a přisuzovali je sousedním poddruhům ve východní Africe, částečně kvůli podobné morfometrii.
Bylo zjištěno, že včela etiopská se při genetické analýze podstatně liší od ostatních poddruhů a byla pro ni vytvořena nová linie Apis mellifera simensis.

## Morfologie
Jsou větší než většina včel v Africe, jen o něco menší než včela egyptská na severu a o něco větší než včela horská na jihu, nicméně mají mnohem delší a širší křídla typická pro větší včely medonosné. Obvykle jsou velmi tmavé jako včela horská, občas s drobnou pigmentací, a také mají relativně delší ochlupení.

## Etymologie
Jméno simensis je převzato ze Simienských hor, dominantního pohoří v severní Etiopii. Dřívější pokusy o pojmenování – Mogga v roce 1988, Apis mellifera bandasii a Apis mellifera woyi-gambella Amssalu v roce 2004 – byly určeny jako Nomen nudum (neplatné) podle pravidel ICZN.